# Földes Artúr
Földes Artúr, születési és 1899-ig használt nevén Fleischmann Arthur (Graz, 1878. április 30. – Budapest, 1938. május 16.) ügyvéd, újságíró, Földes Imre (1881–1951) színműíró bátyja.

## Életpályája
Földes (Fleischmann) Jónás kereskedő és Fleischmann Szidónia fiaként született zsidó családban. A Budapest VII. Kerületi Állami Főgimnáziumban érettségizett (1897). Tanulmányait a Budapesti Tudományegyetem Jog- és Államtudományi Karán folytatta. Az első világháború kitöréséig a magyar fővárosban ügyvédként praktizált. A mozgósításkor bevonult és mint népfelkelő hadnagy a Külügy-Hadügy című folyóirat segédszerkesztője lett. Több cikke megjelent a világháború esetleges kitöréséről, amik miatt be akarták tiltatni a lapot. A közös hadügyminisztérium azonban figyelemre méltónak ítélte őket, s megküldte Ferenc Ferdinánd kabinetirodájának. A Világ című napilapban is jelentek meg írásai Kapos Andor álnéven, de nem tudott hazájában érvényesülni, ezért 1922 végén családjával Berlinbe költözött. Számos cikke és három novellája jelent meg német lapokban és folyóiratokban. A nemzetiszocialisták hatalomra kerülését követően visszaköltözött Budapestre, ahol 1938 májusában agyvérzés következtében életét vesztette.
Felesége Schaffer Gabriella volt, Schaffer Ármin és Löbl Regina lánya, akivel 1909. május 2-án Budapesten, a Józsefvárosban kötött házasságot. Esküvői tanúja Hűvös Iván volt. Fia Földes Tibor (1910–1929) volt, aki fiatalon gyilkosság áldozata lett.
A Kozma utcai izraelita temetőben nyugszik.